# Eadwulf (Northumbria)
Eadwulf (auch Eadulf, Etulb mac Ecuilb; † 717) war in den Jahren 705 und 706 für zwei Monate König des angelsächsischen Königreiches Northumbria.

## Leben

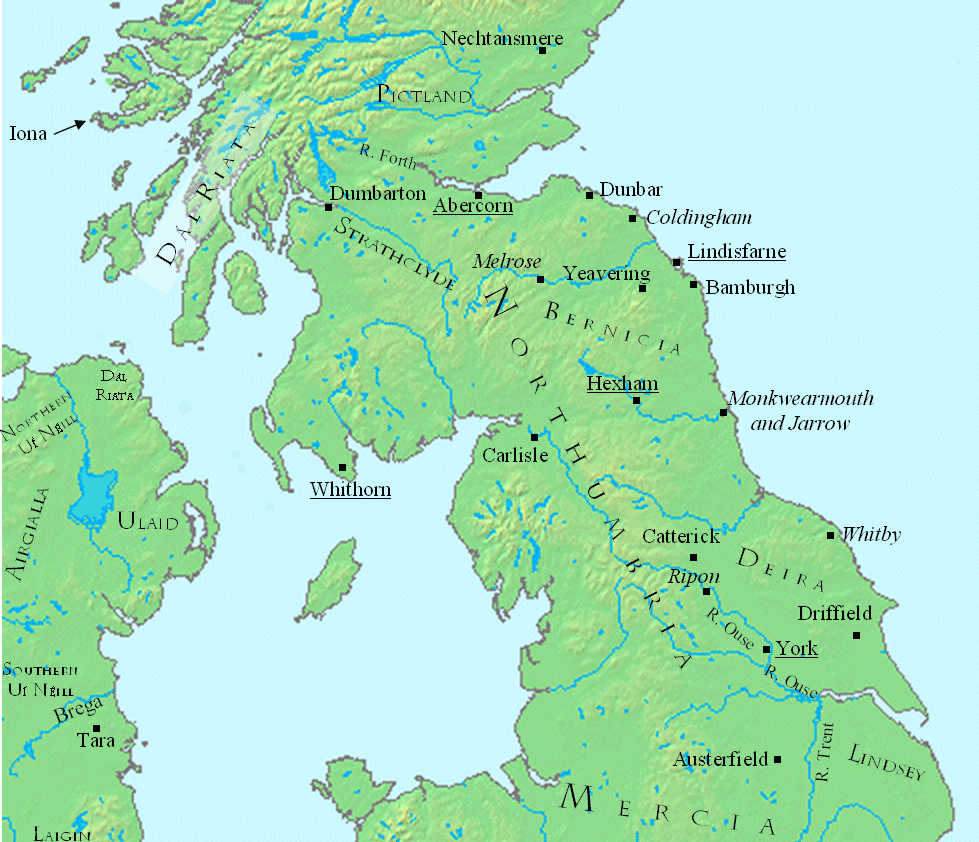
Northumbria zur Zeit Eadwulfs

Eadwulf stammte aus dem northumbrischen Adel. Seine genaue Herkunft ist unbekannt, doch war er möglicherweise mit dem deirischen Königshaus verwandt. Einzelne Historiker identifizieren ihn mit dem in irischen Annalen genannten Etulb mac Ecuilb (Eadwulf, Sohn des Ecgwulf) und halten ihn für einen Nachfahren des Ida von Bernicia. Earnwine († 740) war sein Sohn.
Als König Aldfrith 705 erkrankte war die Thronfolge nicht gesichert, da sein Sohn Osred erst etwa acht Jahre alt war. Am 14. Dezember 705 starb Aldfrith in Driffield. Einige Historiker datieren seinen Tod abweichend auf das Jahr 704. Es begann eine Zeit politischer Wirren, in der sich zunächst Eadwulf gegen die Anhänger Osreds durchsetzen konnte. Anfangs wurde Eadwulf auch von Wilfrid, dem Bischof von York, unterstützt, der von Aldfrith ins Exil getrieben worden war und nun eine Wiedereinsetzung in sein Amt erhoffte. Nachdem entsprechende Annäherungen aber erfolglos blieben, unterstützte Wilfrid fortan Osred. Eadwulfs Herrschaft dauerte nur zwei Monate. In der Nähe von Bamburgh kam es zu militärischen Auseinandersetzungen mit den Anhängern Osreds, zu denen dessen Tante Ælfflæd, Bischof Wilfrid und Ealdorman Beorhtfrith zählten. Eadwulf unterlag und musste ins Exil gehen. Osred folgte auf den Thron. Die dynastischen Streitigkeiten waren jedoch nur kurzfristig beigelegt und es begann eine Epoche des wirtschaftlichen und kulturellen Niedergangs. Eadwulf trat politisch nicht mehr in Erscheinung und verbrachte den Rest seines Lebens in der Gegend um Iona, wo er im Jahr 717 starb.